# Дьяконов, Марк Михайлович
Марк Михайлович Дьяконов (род. 1938) — советский учёный-медик, военный гигиенист, организатор здравоохранения и медицинской науки, доктор медицинских наук (1987), профессор (1991), полковник медицинской службы (1979). Заслуженный деятель науки РСФСР (1994). 

## Биография
Родился 2 мая 1938 года в Ленинграде.
С 1956 по 1961 годы проходил обучение в 1-м Ленинградском медицинском институте, которую окончил с отличием. С 1961 по 1963 год служил в действующей армии в Войсках Противовоздушной обороны СССР в должностях: военный врач медицинского пункта и старший врач воинской части полкового звена.
С 1963 по 1994 год на научно-педагогической работе в Военно-медицинской академии имени С. М. Кирова в должностях: адъюнкт, младший научный сотрудник, научный сотрудник и старший научный сотрудник, с 1975 по 1985 год — руководитель Научно-исследовательской лаборатории питания, с 1985 года заместитель руководителя и с 1989 по 1994 год — руководитель научно-исследовательского отдела и одновременно с 1991 года — профессор академии и член Учёного совета академии. С 1994 года — профессор кафедры общей и военной гигиены Военно-медицинской академии имени С. М. Кирова и одновременно профессор-консультант Санкт-Петербургского института биорегуляции и геронтологии.

### Научно-педагогическая деятельность
Основная научно-педагогическая деятельность М. М. Дьяконова была связана с вопросами в области  теоретических и практических вопросов здравоохранения, разработкой современных и перспективных средств и образцов жизнеобеспечения, различных аспектов оценки состояния и фармакокоррекции экстремальных состояний у человека, занимался изучением метаболизма и биоэнергетики воинских контингентов в условиях боевой деятельности войск с проблемами нормирования, разработкой и внедрением норм питания. М. М. Дьяконов руководил исследованиями проблемы питания военнослужащих в горно-пустынной местности в период Афганской войны и боевых действий 40-й армии.
В 1970 году М. М. Дьяконов защитил диссертацию на соискание учёной степени кандидат медицинских наук, в 1987 году — доктор медицинских наук по теме: «Проблема питания военнослужащих». В 1991 году М. М. Дьяконову было присвоено учёное звание профессора. М. М. Дьяконов являлся автором более двухсот научных работ, в том числе «Основы санитарного надзора за энергетической адекватностью питания военнослужащих» (Л., 1989), его работы печатались в таких ведущих журналах как Военно-медицинский журнал и «Вестник Российской военно-медицинской академии». Им было подготовлен более пятнадцати кандидатов и докторов наук. В 1994 году Указом Президента России за заслуги в научной деятельности был удостоен почётного звания Заслуженный деятель науки РСФСР.

## Звания
- Заслуженный деятель науки РСФСР (1994 — «За заслуги в научной деятельности»)[4]